# Servitorden

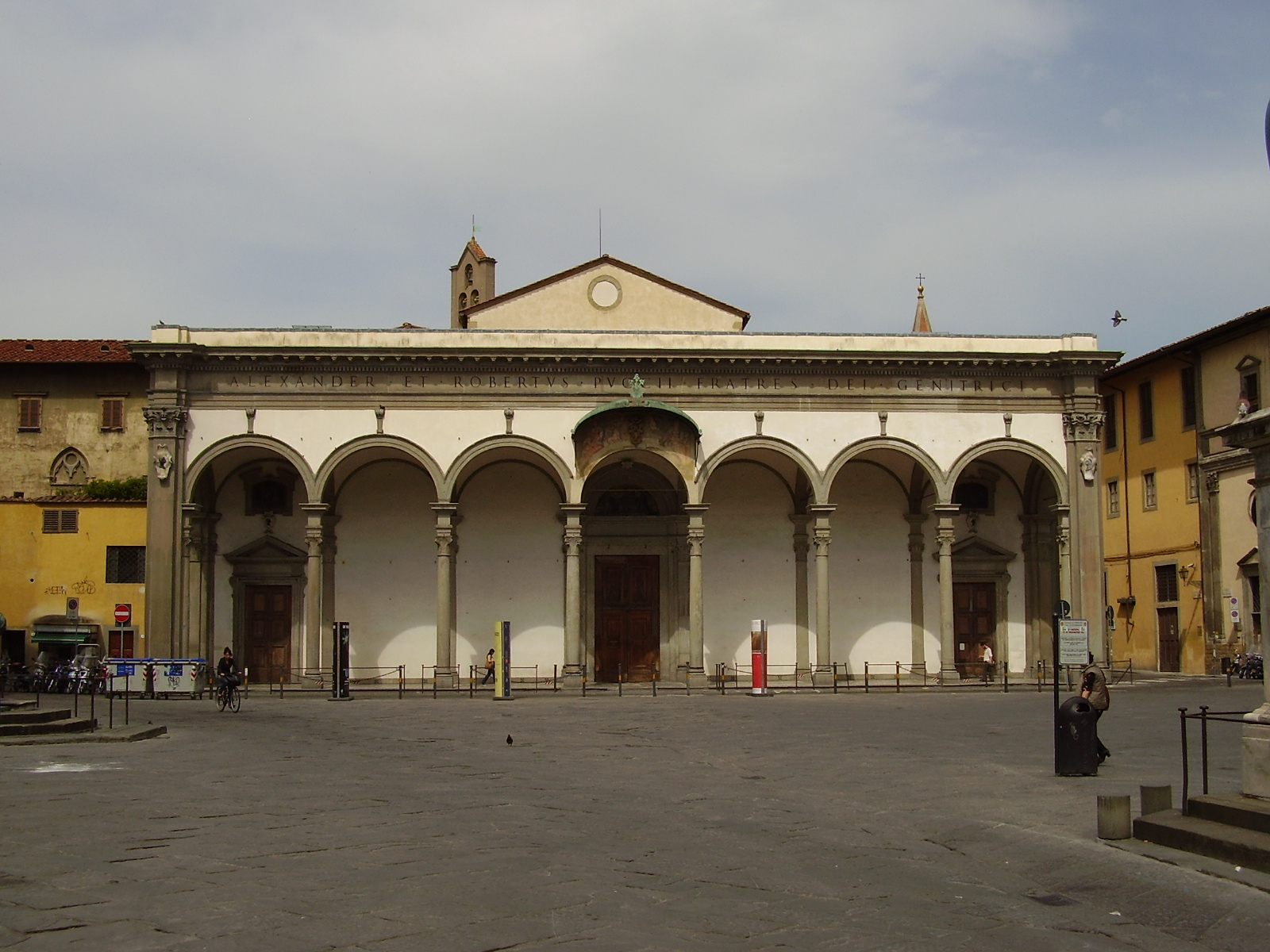
Kyrkan Santissima Annunziata i Florens är servitordens moderkyrka.

Servitorden, Ordo Servorum Beatae Mariae Virginis, O.S.M., grundad 1233, är en av de fem ursprungliga romersk-katolska mendikantordnarna. Dess huvudsakliga syften är predikande av evangelium och att främja vördnad av Jungfru Maria, särskilt med tanke på Jungfru Marie smärtor. Ordensbröderna kallas för servitbröder eller Marie tjänare.

### Översättning
Den här artikeln är helt eller delvis baserad på material från en annan språkversion av Wikipedia.